# صابرينا باسترسكي
صابرينا باسترسكي (بالإنجليزية: Sabrina Gonzalez Pasterski) (ولدت: 3 حزيران/يونيو 1993 في شيكاغو، الولايات المتحدة)، فيزيائية أمريكية من أصول كوبية. أكملت دراستها الجامعية في معهد ماساتشوستس للتقنية، وهي الآن طالبة دراسات عليا في جامعة هارفارد، تختص في دراسة نظرية الأوتار وفيزياء الطاقة العالية. شاركت بمشروع طائرة من تصميمها الخاص في معرض أوشكوش للطائرات وعمرها 12 عامًا فقط، وبعدها بعامين نجحت بصنعها من مجموعة قطع، وهي عبارة عن طائرة خفيفة بمحرك واحد، وقد طلبت مساعدة «معهد ماساتشوستس للتقنية» في جمع الطائرة، وكذلك لاستصدار شهادة في صنعها. عند بلوغها الحادي والعشرين قدّمت إلى «جامعة هارفاد» بحثي «المثلث» و«الذاكرة الدائرة»، وهما مفهومان يبحثان في «فيزياء الطاقة العالية»، وعلى أثر تلك الأبحاث دُعيت إلى مركز «معهد ماساتشوستس للتقنية» للحديث حول الفيزياء النظرية. وفي 2015 تحدثت في مؤتمر برعاية «جامعة هارفارد» حول إذا ما كان ينبغي تطبيق هذه المفاهيم على «شَعْر» الثقب الأسود، وكذلك ناقشت طريقة جديدة للكشف عن الموجات الثقالية. هذه الأبحاث جعلتها تحصل على الكثير من عروض العمل، حتى بدأت العمل في كل من: الإدارة الوطنية للملاحة الفضائية والفضاء (ناسا)، وشركة بلو أوريجين للفضاء والطيران، بعد أن اُقتُرِحت الوظيفة عليها من قبل مؤسس موقع أمازون جيف بيزوس.

## النشأة والتعليم
درست «صابرينا» تعليمها الابتدائي في مركز «أديسون للموهوبين» في «مدرسة شيكاغو العامة»، وحصلت على رخصة قيادة الطائرات الخفيفة، وصممت طائرة خفيفة وهي في الثانية عشرة من عمرها، وتمكنت من صنعها بمساعدة «معهد ماساتشوستس للتقنية» وهي في الرابعة عشرة، ونجحت في الطيران بها. التحقت «صابرينا» بـ«معهد ماساتشوستس للتقنية» عام 2010، وتخرجت منه عام 2013 بعد أن نالت العلامة الكاملة 5/5، وأصبحت طالبة دكتوراه في جامعة هارفارد عام 2014.

## توجهها العلمي
تسعى باسترسكي باتباع منهج العالمين الفيزيائيين ألبرت إينشتاين وستيفن هوكنغ إلى دراسة «الثقوب السوداء» وأسرار الجاذبية، ذلك لحل إحدى أكبر المسائل المستعصية في نظريات الفيزياء الحديثة، وهي كيفية إخضاع نظرية النسبية العامة التي تصف قوة الجاذبية لمقتضيات نظرية ميكانيكا الكم التي بدورها تهدف إلى توحيد النظريات التي تصف التفاعلات الأساسية الأربعة في الطبيعة (قوة نووية قوية، قوة نووية ضعيفة، قوة كهرومغناطيسية، الجاذبية).

### أبحاثها وعملها
نشرت باسترسكي عام 2015 بحوثا علمية حول الجرافيتون وهو الجسيم الذي يحمل تأثير قوة الجاذبية مثل الفوتون بالنسبة للضوء، وحاولت إدخال مفاهيم جديدة في صياغة نظرية الأوتار الفائقة والجاذبية الكمية.

#### الاستشهاد بأبحاثها
جذبت «باسترسكي» الأضواء إليها في بداية عام 2016 بعد أن استشهد بأبحاثها عالم الفيزياء النظرية ستيفن هوكينغ في مناسبتين في إحدى مقالاته العلمية التي نشرها بالتعاون مع آندرو سترومنغر المشرف على إعداد شهادة الدكتوراه لصابرينا في «جامعة هارفارد»، مما يؤشر على مستواها العلمي والقيمة العلمية لأبحاثها.

## جهات العمل
أصبحت «باسترسكي» مثار اهتمام العديد من المؤسسات العالمية الكبرى في مجال البحث والتقنية، وهي اليوم تتعاون مع كل من:
- شركة بلو أوريجين للفضاء والطيران
- شركة بوينغ فانتوم ووركس
- المنظمة الأوروبية للأبحاث النووية
- الإدارة الوطنية للملاحة الفضائية والفضاء (ناسا)
- جامعة هارفارد
- معهد ماساتشوستس للتقنية

## الجوائز والتكريمات
- 2010) «جائزة الإنجاز» من قبل «رابطة صناعة وتجارة الطائرات» في إلينوي.[12]
- 2012) «جائزة ثلاثون تحت الثلاثين» من مجلة ساينتفك أمريكان.[18]
- 2012) «جائزة باحث الشباب» من قبل ملتقى لينداو السنوي للحائزين على جائزة نوبل.[18]
- 2013) «جائزة جويل ماثيو أورلوف» من قبل «قسم الفيزياء» في معهد ماساتشوستس للتقنية.[19]
- 2015) «جائزة ثلاثون تحت الثلاثين» من مجلة فوربس.[20]
- 2015) «شهادة زمالة» من قبل مؤسسة هيرتز.[21]

## وصلات خارجية
- صابرينا باسترسكي وريثة أينشتاين على عرش الفيزياء، مقالة من بي بي سي عربي.

لا توجد روابط لمواقع التواصل الاجتماعي.